# Elaeagnus obovata
Elaeagnus obovata là một loài thực vật có hoa trong họ Elaeagnaceae. Loài này được H.L.Li mô tả khoa học đầu tiên năm 1952.